# Championnat de Belgique de football 1954-1955
Navigation
Saison précédente Saison suivante
Le championnat de Belgique de football 1954-1955 est la 52e saison du championnat de première division belge. Son nom officiel est « Division 1 ».
Une dizaine d'années après la fin de la guerre, le football poursuit son évolution. Déjà très présent avant le conflit, l'argent devient un facteur incontournable. On ne parle pas encore de « professionnalisme », mais plusieurs clubs ont compris que la gestion professionnelle était le gage d'un avenir, à défaut d'une certitude de succès. Les primes accordées aux joueurs s'envolent tout comme les sommes demandées pour conclure un transfert. Les grands clubs d'avant cèdent progressivement le pas à ceux qui ont su s'adapter à cette évolution. Et parmi ceux-ci il y sans conteste Anderlecht. Les « Mauves » empochent un sixième titre en neuf saisons. Cette fois, c'est La Gantoise qui s'accroche mais termine trop court.
À l'autre bout du tableau, le Racing Club de Bruxelles connaît ses derniers jours sous le soleil de la Division 1. Le « matricule 6 » dispute ce qui restera sa dernière saison parmi l'élite, avant de glisser vers les divisions inférieures définitivement. Pour ce championnat, les Racingmen ont trouvé refuge au Heysel. Une enceinte qui paraît souvent bien trop grande car quasiment déserte lors des matches du Racing. L'autre relégué est l'Olympic de Charleroi, puni à la suite d'une affaire qui fait beaucoup de bruit à l'époque.

## Clubs participants
Seize clubs prennent part à ce championnat, soit le même nombre que lors de l'édition précédente. Ceux dont le matricule est mis en gras existent toujours aujourd'hui.
 : champion en titre
| #  | Noms                                      | Mat. | Villes          | Stades             | En D1 depuis (série) | Total en D1 | Saison précédente |
| 1  | Royal Antwerp Football Club               | 1    | Anvers          | Bosuil             | 1901-02 (46e)        | 51e         | 7e                |
| 2  | Royal Football Club Liégeois              | 4    | Rocourt         | Vélodrome          | 1945-46 (10e)        | 26e         | 5e                |
| 3  | Association Royale Athlétique La Gantoise | 7    | Gentbrugge      | Jules Otten        | 1936-37 (16e)        | 27e         | 3e                |
| 4  | Union Saint-Gilloise Société Royale       | 10   | Forest          | Joseph Marien      | 1951-52 (4e)         | 44e         | 14e               |
| 5  | Royal Beerschot Athletic Club             | 13 . | Anvers          | Kiel               | 1907-08 (40e)        | 46e         | 4e                |
| 6  | Royal Standard Club Liège                 | 16   | Sclessin        | de Sclessin        | 1921-22 (31e)        | 36e         | 13e               |
| 7  | Royal Tilleur Football Club               | 21   | Tilleur         | du Pont d'Ougrée   | 1948-49 (7e)         | 14e         | 12e               |
| 8  | Royal Charleroi Sporting Club             | 22   | Charleroi       | du Mambourg        | 1947-48 (8e)         | 8e          | 10e               |
| 9  | Racing Club Mechelen Kon. Maat.           | 24   | Malines         | Oscar Van Kesbeeck | 1948-49 (7e)         | 26e         | 6e                |
| 10 | Koninklijke Football Club Malinois        | 25   | Malines         | achter de Kazerne  | 1928-29 (24e)        | 27e         | 2e                |
| 11 | Royal Berchem Sport                       | 28   | Berchem         | Het Rooi           | 1943-44 (11e)        | 24e         | 11e               |
| 12 | Koninklijke Lierse Sportkring             | 30   | Lierre          | Het Lisp           | 1953-54 (2e)         | 20e         | 8e                |
| 13 | Royal Sporting Club Anderlechtois         | 35   | Anderlecht      | Émile Versé        | 1935-36 (17e)        | 24e         | 1re               |
| 14 | Royal Olympic Club Charleroi              | 246  | Montignies-s-S. | La Neuville        | 1937-38 (15e)        | 15e         | 9e                |
| 15 | Waterschei Sportvereniging THOR           | 553  | Genk            | André Dumont       | 1954-55 (1re)        | 1re         | Div 2 : 1er       |
| 16 | Royal Racing Club de Bruxelles            | 6    | Bruxelles       | du Centenaire      | 1954-55 (1re)        | 40e         | Div. 2 : 2e       |

### Localisation des clubs
| Anvers Lierse SK FC Malinois RC Mechelen La Gantoise Bruxelles Olympic CC Charleroi SC La Gantoise Waterschei Liège |

#### Localisation des clubs anversois
Les 3 cercles anversois sont :
(1) R. Antwerp FC
(2) R. Beerschot AC
 (3) R. Berchem Sport

#### Localisation des clubs bruxellois
Les 3 cercles bruxellois sont :
(6) R. SC Anderlecht
(7) Union St-Gilloise SR
(11) R. Racing CB

#### Localisation des clubs liégeois
Les 3 cercles liégeois sont :
(1) R. FC Légeois
(6) R. Tilleur FC
(8) R. Standard CL

## Entraîneurs en début de saison
| #  | Clubs                   | Mat. | Entraîneurs   |
| 1  | R. Antwerp FC           | 1    | H. Game       |
| 2  | R. FC Liégeois          | 4    | J. Loos       |
| 3  | ARA La Gantoise         | 7    | J. Vandooren  |
| 4  | Union Saint-Gilloise SR | 10   | A. Vandeweyer |
| 5  | R. Beerschot AC         | 13   | E. N. Jones   |
| 6  | R. Standard CL          | 16   | A. Riou       |
| 7  | R. Tilleur FC           | 21   | ?             |
| 8  | R. Charleroi SC         | 22   | ?             |
| 9  | RC Club Mechelen KM     | 24   | J. Dogaer     |
| 10 | R. FC Malinois          | 25   | ?             |
| 11 | R. Berchem Sport        | 28   | ?             |
| 12 | K. Lierse SK            | 30   | A. Tárkány    |
| 13 | R. SC Anderlechtois     | 35   | B. Gormlie    |
| 14 | R. Olympic CC           | 246  | C. Deghislage |
| 15 | K. Waterschei SV THOR   | 553  | H. Dekens     |
| 16 | R. Racing CB            | 6    | A. Ceuleers   |

## Déroulement de la saison

### Les « Dogues » punis
Le Royal Olympic Club Charleroi se retrouve au centre d'un dossier qui lui coûte finalement sa place en Division 1. Le nœud de l'affaire tourne autour d'un point de règlement de l'époque qui « « interdit de verser des primes ou avantages aux joueurs qui obtiennent un transfert » ». Parmi les joueurs recrutés par les Dogues durant l'inter-saison figure Jacques Leghait, en provenance de Binche. Il s'avère que ce garçon a préalablement discuté et trouvé un accord avec le Sporting de Charleroi, avant de signer chez le rival des « Zèbres ».
La polémique enfle rapidement et de plaintes en réclamations, l'URBSFA doit trancher. Après un long examen du dossier, la fédération décide que l'Olympic perd les points acquis lorsqu'il a aligné Leghait. Au moment où la décision est prise et appliquée, soit le 2 mars 1955, le club se retrouve dernier du classement sans possibilité de s'extirper de sa mauvaise posture. Après 18 ans de présence consécutive, correspondant à 15 saisons effectivement jouées, l'Olympic doit quitter la Division 1 sur une décision de la fédération.
À la suite de cette « Affaire Leghait », l'URBSFA décide de réviser le statut du joueur indépendant, créé 20 ans plus tôt. Le paiement d'une éventuelle prime à un joueur transféré sera finalement autorisé par la suite.

### Résultats des rencontres
Avec seize clubs engagés, 240 matches sont au programme de la saison.
| Résultats (▼dom., ►ext.)                                   | AND | ANT | BEE | BSP | CHA | RCB  | GAN | FCL | LIE | FCM | OLY | RCM | STA | USG | TIL | WAT |
| R. SC Anderlechtois                                        |     | 5-2 | 2-1 | 1-1 | 0-1 | 10-3 | 1-0 | 2-1 | 3-1 | 2-1 | 4-1 | 3-1 | 3-0 | 2-0 | 2-3 | 5-2 |
| R. Antwerp FC                                              | 4-2 |     | 1-1 | 3-0 | 4-1 | 1-2  | 2-2 | 1-0 | 2-0 | 3-1 | FFT | 0-0 | 2-1 | 1-3 | 2-0 | 5-2 |
| R. Beerschot AC                                            | 4-2 | 0-1 |     | 1-6 | 9-1 | 1-2  | 2-2 | 5-1 | 2-1 | 3-4 | 5-0 | 0-4 | 0-5 | 2-1 | 9-1 | 5-0 |
| R. Berchem Sport                                           | 2-1 | 3-1 | 2-1 |     | 1-1 | 5-1  | 1-2 | 1-1 | 2-2 | 0-3 | FFT | 4-0 | 2-2 | 3-2 | 2-2 | 0-1 |
| R. Charleroi SC                                            | 2-1 | 3-2 | 3-0 | 0-1 |     | 1-1  | 1-3 | 6-4 | 1-1 | 4-0 | 1-0 | 2-0 | 1-1 | 1-2 | 3-1 | 3-1 |
| R. Racing CB                                               | 0-2 | 0-1 | 1-1 | 1-1 | 3-1 |      | 1-2 | 1-2 | 1-4 | 3-2 | 3-2 | 3-0 | 0-2 | 1-2 | 1-4 | 1-0 |
| ARA La Gantoise                                            | 0-1 | 0-0 | 2-1 | 2-0 | 4-1 | 7-1  |     | 1-4 | 2-1 | 1-0 | FFT | 4-1 | 2-1 | 2-1 | 2-2 | 3-0 |
| R. FC Liégeois                                             | 0-1 | 1-1 | 3-0 | 1-1 | 1-0 | 2-2  | 0-1 |     | 3-0 | 3-1 | 2-1 | 0-1 | 3-0 | 1-1 | 3-1 | 2-2 |
| K. Lierse SK                                               | 0-1 | 1-0 | 2-3 | 2-2 | 4-0 | 2-1  | 2-1 | 0-2 |     | 2-1 | 3-3 | 2-1 | 3-0 | 0-1 | 0-1 | 2-3 |
| K. FC Malinois                                             | 5-3 | 1-0 | 4-2 | 2-0 | 0-3 | 2-1  | 1-1 | 6-0 | 1-2 |     | 0-0 | 1-1 | 1-1 | 2-0 | 4-2 | 4-0 |
| R. Olympic CC                                              | 3-4 | 4-1 | FFT | 0-0 | FFT | FFT  | 1-1 | 1-0 | 3-1 | FFT |     | 2-0 | 4-9 | 0-1 | 2-1 | 4-2 |
| RC Mechelen KM                                             | 2-3 | 3-1 | 1-1 | 3-1 | 3-2 | 2-0  | 1-0 | 1-3 | 2-0 | 1-2 | FFT |     | 2-1 | 2-3 | 4-3 | 9-2 |
| R. Standard CL                                             | 2-0 | 3-0 | 2-3 | 1-0 | 6-2 | 4-1  | 3-1 | 2-2 | 2-1 | 2-1 | 4-2 | 8-1 |     | 4-2 | 3-2 | 5-2 |
| Union St-Gilloise SR                                       | 2-6 | 3-1 | 1-5 | 0-1 | 0-0 | 3-1  | 3-1 | 6-0 | 1-2 | 5-1 | 3-1 | 2-1 | 1-1 |     | 4-0 | 3-3 |
| R. Tilleur FC                                              | 2-2 | 3-1 | 7-2 | 1-1 | 1-1 | 6-1  | 0-2 | 2-4 | 0-2 | 4-0 | 2-2 | 3-3 | 1-0 | 2-2 |     | 2-1 |
| Waterschei SV THOR                                         | 1-1 | 3-2 | 2-2 | 2-1 | 3-2 | 2-0  | 1-0 | 2-1 | 2-3 | 3-1 | 3-1 | 4-1 | 2-1 | 4-3 | 2-2 |     |
| - Victoire à domicile - Match nul - Victoire à l'extérieur |     |     |     |     |     |      |     |     |     |     |     |     |     |     |     |     |

- FFT = Puni à la suite de l'« Affaire Leghait » (voir ci-dessus), l'Olympic Charleroi perd 8 rencontres par forfait (5-0 ou 0-5). Sur ces huit matches, les « Dogues » avaient pris 5 points (1 victoire/3 partages/4 défaites). Voici les résultats enregistrés avant l'application de la sanction.
  - La Gantoise - Olympic : 2-2
  - Olympic - Beerschot : 3-3
  - Berchem Sport - Olympic : 1-0
  - Olympic - FC Malinois : 1-2
  - Antwerp FC - Olympic : 2-3
  - Olympic - Racing CB : 1-1
  - Olympic - Sporting Charleroi : 2-5
  - RC Mechelen - Olympic : 4-2

### Classement final
| Rang | Équipe                | Pts | J  | G  | N  | P  | Bp | Bc | Diff |
| ---- | --------------------- | --- | -- | -- | -- | -- | -- | -- | ---- |
| 1    | R. SC ANDERLECHTOIS T | 41  | 30 | 19 | 3  | 8  | 75 | 47 | +28  |
| 2    | ARA La Gantoise       | 38  | 30 | 16 | 6  | 8  | 56 | 34 | +22  |
| 3    | R. Standard CL        | 37  | 30 | 16 | 5  | 9  | 76 | 47 | +29  |
| 4    | Union St-Gilloise SR  | 33  | 30 | 14 | 5  | 11 | 61 | 51 | +10  |
| 5    | R. Berchem Sport      | 31  | 30 | 10 | 11 | 9  | 49 | 40 | +9   |
| 6    | R. FC Liégeois        | 31  | 30 | 12 | 7  | 11 | 50 | 50 | 0    |
| 7    | Waterschei SV THOR    | 31  | 30 | 13 | 5  | 12 | 57 | 74 | -17  |
| 8    | R. Charleroi SC       | 30  | 30 | 12 | 6  | 12 | 53 | 57 | -4   |
| 9    | K. FC Malinois        | 30  | 30 | 13 | 4  | 13 | 57 | 52 | +5   |
| 10   | R. Beerschot AC       | 29  | 30 | 12 | 5  | 13 | 76 | 64 | +12  |
| 11   | R. Antwerp FC C       | 29  | 30 | 12 | 5  | 13 | 50 | 48 | +2   |
| 12   | K. Lierse SK          | 28  | 30 | 12 | 4  | 14 | 46 | 47 | -1   |
| 13   | RC Mechelen KM        | 28  | 30 | 12 | 4  | 14 | 56 | 60 | -4   |
| 14   | R. Tilleur FC         | 27  | 30 | 9  | 9  | 12 | 61 | 67 | -6   |
| 15   | R. Racing CB          | 18  | 30 | 7  | 4  | 19 | 42 | 74 | -32  |
| 16   | R. Olympic CC         | 17  | 30 | 6  | 5  | 19 | 37 | 90 | -53  |

Légende
- Champion de Belgique 1955, qualifié pour la Coupe des clubs champions européens
- Club relégué pour la saison suivante

Abréviations
T : Tenant du titre 1954

C: Club vainqueur de la Coupe de Belgique

 : club promu de Division 2 depuis la saison précédente

### Meilleur buteur
Rik Coppens (R. Beerchot AC), avec 36 buts. Il est le onzième joueur belge à remporter deux fois ce classement particulier, le quatorzième toutes nationalités confondues.

#### Classement des buteurs
Le tableau ci-dessous reprend les 29 meilleurs buteurs du championnat, soit les joueurs ayant inscrit dix buts ou plus durant la saison.
| #   | Pays | Joueur                  | Club                    | Buts | Matches joués |
| --- | ---- | ----------------------- | ----------------------- | ---- | ------------- |
| 1.  |      | Rik Coppens             | R. Beerschot AC         | 36   | 30            |
| 2.  |      | Jef Mermans             | R. SC Anderlechtois     | 24   | 29            |
| 3.  |      | Hippolyte Van den Bosch | R. SC Anderlechtois     | 22   | 29            |
| 4.  |      | Alfonso Mion            | R. Charleroi SC         | 21   | 25            |
| =.  |      | Maurice Willems         | ARA La Gantoise         | 21   | 30            |
| 6.  |      | Karel De Clerck         | Union Saint-Gilloise SR | 18   | 30            |
| 7.  |      | Mathieu Meyers          | Waterschei SV THOR      | 17   | 30            |
| 8.  |      | Jean Jadot              | R. Standard CL          | 15   | 29            |
| =.  |      | Denis Houf              | R. Standard CL          | 15   | 30            |
| 10. |      | Émile Binet             | R. Tilleur FC           | 14   | 23            |
| =.  |      | Frans Schellens         | R. Berchem Sport        | 14   | 29            |
| =.  |      | Mathieu Bollen          | Waterschei SV THOR      | 14   | 29            |
| =.  |      | Remy Vandeweyer         | Union Saint-Gilloise SR | 14   | 30            |
| 14. |      | Pieter Dirkx            | Waterschei SV THOR      | 13   | 17            |
| =.  |      | José Moës               | R. FC Liégeois          | 13   | 21            |
| =.  |      | Joseph Givard           | R. Standard CL          | 13   | 23            |
| =.  |      | Frans Laureys           | Union Saint-Gilloise SR | 13   | 24            |
| =.  |      | Marcel Weemaes          | K. FC Malinois          | 13   | 27            |
| =.  |      | René Irgel              | R. Tilleur FC           | 13   | 28            |
| =.  |      | Cesar Waeterinckx       | R. Beerschot AC         | 13   | 28            |
| 21. |      | Paul Deschamps          | R. FC Liégeois          | 12   | 27            |
| 22. |      | Jozef Mannaerts         | RC Mechelen KM          | 11   | 21            |
| =.  |      | Jean Mathonet           | R. Standard CL          | 11   | 30            |
| 24. |      | Marcel Massart          | R. Tilleur FC           | 10   | 20            |
| =.  |      | Frans Van Roosbroeck    | K. Lierse SK            | 10   | 21            |
| =.  |      | André Pérot             | ARA La Gantoise         | 10   | 25            |
| =.  |      | Jef Vliers              | R.Racing CB             | 10   | 28            |
| =.  |      | Victor Van Winge        | RC Mechelen KM          | 10   | 28            |
| =.  |      | Eddy Bertels            | R. Antwerp FC           | 10   | 29            |

## Compétitions européennes

### Création de la Coupe d'Europe des clubs champions
Dans le courant de cette saison, plusieurs réunions, initiées par le journaliste français Gabriel Hanot, regroupent les dirigeants de divers grands clubs européens. Ces débats débouchent sur la création d'une épreuve continentale, la Coupe des clubs champions européens.
Pour la première édition, la participation se fait sur invitation. Champion de Belgique, le Sporting d'Anderlecht est du nombre des invités.

### Création de la Coupe des Villes de Foires
Quelques semaines après l'annonce de la création de la Coupe des clubs champions, une autre épreuve est présentée : la Coupe des Villes de Foires. Derrière cette appellation se trouve une compétition réservée à des sélections de joueurs évoluant dans des clubs de villes qui accueillent de grandes foires (commerciales) internationales. Initialement, le concept s'adresse donc aux villes et pas aux clubs (une ville = une équipe) mais ces derniers finissent par prendre la main après deux éditions.
À l'origine, clairement en concurrence avec la « Coupe des champions », la Coupe des Villes de Foire se développe un peu plus lentement mais finit par obtenir sa propre notoriété. En 1971, l'UEFA reprend l'organisation à son compte de cette épreuve qui prend le nom de Coupe de l'UEFA. 
La première édition se déroule de l'automne 1955 au printemps 1958. Aucun club belge n'y participe.

## Récapitulatif de la saison
- Champion : R. SC Anderlechtois (6e titre)
- Quatrième équipe à remporter six titres de champion de Belgique
- Vingt-huitième titre pour la province de Brabant.

| Région flamande (8)             | Région flamande (8) | Province de Brabant (3)      | Province de Brabant (3) | Région wallonne (5)    | Région wallonne (5) |
| ------------------------------- | ------------------- | ---------------------------- | ----------------------- | ---------------------- | ------------------- |
| Province d'Anvers               | 6                   | Région de Bruxelles-Capitale | 3                       | Province de Hainaut    | 2                   |
| Province de Flandre-Occidentale | 0                   | Province du Brabant flamand  | 0                       | Province de Liège      | 3                   |
| Province de Flandre-Orientale   | 1                   | Province du Brabant wallon   | 0                       | Province de Luxembourg | 0                   |
| Province de Limbourg            | 1                   |                              |                         | Province de Namur      | 0                   |

1. ↑  Au niveau footballistique, la province de Brabant est toujours unitaire malgré sa partition territoriale en 1995.

### Admission et relégation
Un des deux promus, le Racing CB, et l'Olympic de Charleroi sont relégués en Division 2. Pour le Racing, dominateur au début du XXe siècle, c'est un adieu définitif à la Division 1.
Ils sont remplacés par le Daring CB et le Beringen FC, deux anciens pensionnaires de l'élite nationale.

### Débuts en Division 1
Un club fait ses débuts dans la plus haute division belge. Il est le 47e club différent à y apparaître.
- Le Waterschei Sportvereniging THOR est le 2e club de la province de Limbourg à évoluer dans la plus haute division belge.

### Bilan de la saison
| Championnat de Belgique de football 1954-1955 |                                |
| Champion                                      | R. SC Anderlechtois (6e titre) |
| Dauphin                                       | ARA La Gantoise                |
| Coupes et trophées                            |                                |
| Vainqueur de la Coupe de Belgique 1954-1955   | R. Antwerp FC                  |
| Qualifications continentales                  |                                |
| Coupe des clubs champions européens 1955-1956 | R. SC Anderlechtois            |
| Promotions et relégations                     |                                |
| Promus en Division 1                          | R. Daring CB                   |
| Promus en Division 1                          | K. Beringen FC                 |
| Relégués en Division 2                        | R. Racing CB                   |
| Relégués en Division 2                        | R. Olympic CC                  |